# Абдуллазаде, Руфат Шахин оглы
Руфат Шахин оглы Абдуллазаде (азерб. Rüfət Şahin oğlu Abdullazadə; род. 17 января 2001, Сумгаит) — азербайджанский футболист. Полузащитник. Игрок ФК «Вараждин».

## Карьера
Родился 17 января 2001 года в Сумгаите. Являлся игроком Академии ФК «Сумгаит».
Играл за молодёжную команду «Сумгаита» (до 19 лет).

## В составе «Сумгаит»
Играл за «Сумгаит». 5 ноября 2017 года дебютировал в Премьер-лиге в 11 туре в матче против «Кешля». Стал самым молодым дебютантом сезона 2017/2018.
В ноябре 2020 года провёл неделю в клубе «Фатих Карагюмрюк» (Турция) с целью повышения квалификации.
В Кубке Азербайджана 2020/2021 с командой дошёл до финала.
Принимал участие в Лиге конференций 2021/2022.

## Дальнейшая карьера
Летом 2023 года перешёл в «Сабаил». Являлся капитаном команды.
За сезон 2024/2025 набрал 12 очков по системе «гол+пас» (6+6).
20 июля 2025 года перешёл в «Вараждин» (Хорватия).
Является левшой.

## В составе молодёжной сборной
В марте 2014 года вызван в сборную Азербайджана до 15 лет.
15 октября 2018 года вызван в сборную Азербайджана до 19 лет.
9 августа 2019 года вызван в сборную Азербайджана до 21 года.
Играл на Мемориале Валерия Лобановского.
На V Играх исламской солидарности в августе 2022 года завоевал бронзовые медали.

## Достижения
- Кубок Азербайджана 2020/2021 — [3]
- V Игры исламской солидарности — [21]